# Haflinger
Haflinger – rasa konia, skonsolidowana w Tyrolu pod koniec XIX wieku.

## Historia, pochodzenie
Zasadniczo haflinger jest efektem krzyżowania czterech ras koni: noryckiej, bośniackiej, huculskiej, czystej krwi arabskiej. Zalicza się go do koni typu jucznego.

## Użytkowość
Charakteryzuje się dużą dzielnością w terenie górzystym, jednakże równie dobrze nadaje się do pracy pod siodłem.

## Budowa,pokrój,eksterier
Haflingery są najwyższymi kucami o mocno rozwiniętym tułowiu, suchych kończynach oraz rozłupanym zadzie. Przedstawiciele tej rasy stosunkowo późno dojrzewają (używa się ich do pracy w wieku 3,5 roku), są długowieczne i łagodne.

## Hodowla
Konie te są hodowane w krajach europejskich oraz w Stanach Zjednoczonych i Turcji.
- Wysokość w kłębie: 140-155 cm
- Obwód klatki piersiowej: 170-175 cm
- Obwód nadpęcia: ok. 19 cm
- Masa ciała: 400-500 kg

Umaszczenie: kasztanowate, ciemnokasztanowate z konopiastą grzywą i ogonem.
Na świecie pogłowie tej rasy ocenia się na ok. 250 tys. sztuk.

## Standardy rasy
- American Haflinger Registry:  (ang.)
- The Haflinger Society of Great Britain:  (ang.)